# Întoarcerea din iad
Întoarcerea din iad este un film românesc dramatic din 1983 scris și regizat de Nicolae Mărgineanu. Rolurile principale au fost interpretate de actorii Constantin Brânzea, Maria Ploae și Remus Mărgineanu. Scenariul este inspirat de nuvela Jandarmul scrisă de Ion Agârbiceanu.
Filmul a fost prezentat la a 13-a ediție a Festivalului Internațional de Film de la Moscova unde a câștigat o diplomă specială A fost selectat din partea României ca să participe la secțiunea cel mai bun film străin la Premiile Oscar, a 56-a ediție, dar nu a fost acceptat.

## Distribuție
- Constantin Brânzea — Dumitru Bogdan, fost jandarm la minele din Roșia[3]
- Maria Ploae — Veronica, iubita din tinerețe a lui Dumitru și soția lui Ion Roșu
- Remus Mărgineanu — Ion Roșu, soțul Veronicăi
- Ana Ciontea — Catarina, fiica lui Grigor Albu și soția lui Dumitru
- Ion Săsăran — Grigor Albu, țăran bogat, socrul lui Dumitru
- Vasile Nițulescu — Ilie Rău, țăran bătrân
- Lucia Mara — soția lui Grigor Albu
- Liliana Țicău — mama Veronicăi
- Livia Baba — baba Fira
- Olimpia Arghir — mătușa Lișniță
- Valentin Uritescu — Vasile Lișniță, vecinul Veronicăi, invalid de război
- Nae Gh. Mazilu — țăran maramureșean, soldat
- Dragoș Pâslaru — Ilie, țăranul tânăr îndrăgostit de Catarina
- Tudorel Filimon — Nicodim, sluga lui Dumitru
- István Török⁠(hu)[traduceți] — șeful patrulei de jandarmi maghiari (menționat Ștefan Török)
- Papil Panduru
- Tudor George
- Vasile Constantinescu
- Nicolae Pomoje
- Petre Felezeu
- Corneliu Mititelu
- Mihai Dinvale
- Geo Dobre
- Ion Tifor
- Miklós Parászka⁠(hu)[traduceți] — jandarm maghiar (menționat Miklos Paraszka)
- Vasile Turturică
- Coloman Totu
- Adrian Rățoi
- Ion Fătu
- Paul Antoniu
- Ștefan Mareș
- Fabian Elemer
- Carol Erdös
- Puiu Lazăr
- Nicolae Dide
- Vasile Popa
- Mihai Alexandru
- Aurel Popescu
- Ion Barbu
- Ilie Vlaicu
- Leonte Amorțitu
- Vasile Marcel
- Florin Anton
- Medeea Marinescu — fetița miloasă

## Primire
Filmul a fost vizionat de 1.545.747 de spectatori în cinematografele din România, după cum atestă o situație a numărului de spectatori înregistrat de filmele românești de la data premierei și până la data de 31 decembrie 2014 alcătuită de Centrul Național al Cinematografiei.
În 1983 a primit  Premiile Asociației Cineaștilor din România pentru: imagine, decoruri, costume, muzică, coloana sonoră, montaj. Diplomă de onoare (Ana Ciontea).